# トールボーイ

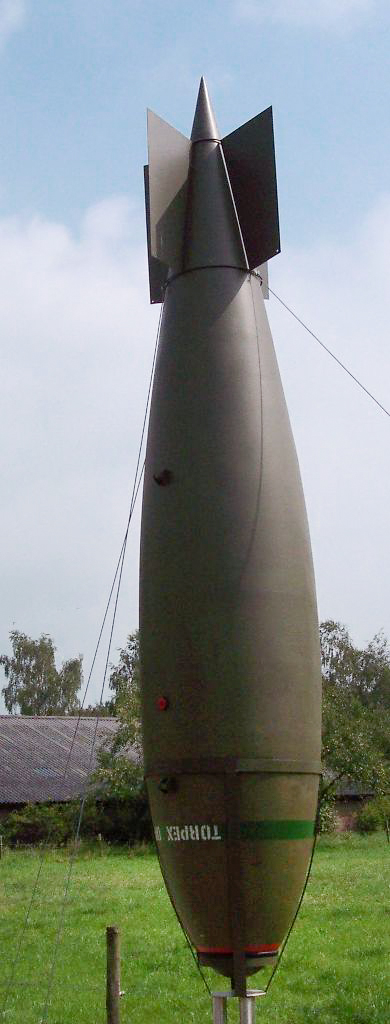
トールボーイ（Tallboy bomb）

トールボーイ (Tallboy) は、イギリスの技術者バーンズ・ウォーリスが第二次世界大戦後期の1944年に、堅牢な構築物を破壊する作戦に投入するために開発した、重さ5トンの大型爆弾の渾名である。小型爆弾では効果がない巨大なコンクリート構築物を貫通し破壊することが目的であった。

## 経緯
バーンズ・ウォーリスは第二次世界大戦初期に敵の戦争遂行能力を奪うため、巨大な社会基盤施設と製造工場を破壊できる大きな単体の爆弾を基にした専用爆弾、いわば「地震爆弾」について検討していた。彼は、地震の原理を使った10トン爆弾について論文「枢軸国を攻撃する方法に関するノート」を発表し、その中で地表で巨大な爆弾を爆発させることにより地下の構築物を破壊する爆弾（地中貫通爆弾）を製造できると主張した。しかし当時のイギリス空軍の爆撃機の爆弾搭載能力は限られており、そのような巨大な爆弾を運ぶことはできなかった。
彼は地震爆弾の設計を棚上げして、ドイツのダム破壊を目的とする「Bouncing bomb（反跳爆弾またはバウンド爆弾）」のような別の方法での戦略爆撃作戦に寄与した。当初連合軍はドイツのダムに対して魚雷攻撃を行っていたが、ドイツ側は防潜網（軍港に潜水艦が侵入するのを阻止する鉄製の網。魚雷防御にも有効）を張るという原始的かつ有効な方法でこれを防御した。この網の課題を解決するために、投下された後に水面を飛び跳ねてから爆発するのが反跳爆弾である。
イギリス空軍はより想像的な解決策について開放的な考えをもつようになり、さらに、反跳爆弾はウォーリスの構想の効果を土の中ではなく水の中で実証した。イギリス空軍は、たとえばトンネルや橋梁のような巨大な構築物や大量の鋼板で守られた目標（戦艦など）、要塞などのコンクリート構築物に対する新しい爆撃技術を模索していた。
その時点ではまだ10トンの爆弾を輸送できる能力はなく、ウォーリスは自身の設計を小型化するために尽力することを決断した。そのうちの一つが結実したものが5トン爆弾「トールボーイ」である。
トールボーイの設計と製造計画は、正式な契約なしでイギリス国防省の職員の一人に提唱されて承諾された。イギリス空軍はヴィッカースを製造者としていたが、この時点では計画を高く評価していなかったが、後にこの兵器の性能が理解されるとすぐに計画が動き出した。

## 設計
連合軍が第二次世界大戦で使用した大部分の爆弾は、炸薬を極限まで多くして、さらに爆撃機に乗せやすいように軽くするため、外板はとても薄くされていた。これは、HE炸薬の特性をよく理解していなかったイギリスの、戦争初期の低い設計思想から来るものだった。外装が破壊されないままで地面や硬い目標を貫徹するためには、爆弾の外板は強靱でなければならなかった。そのため、トールボーイでは個々の外装は高張力鋼で鋳造された。これによって目標に着弾し貫徹した後で爆発することを可能にした。同時に、ウォーリスの空力設計は従来の爆弾よりも優れていた。高々度から投下することも相俟って、目標にはかなりの高速度で着弾した。最終的な設計では、爆弾のフィンは、尾部から爆弾の中央部分までの長さとなった。また、全長6.53mに対して、外装（薬室）の長さは3.05mとなった。
初期の設計では、着弾時に斜めになる傾向を持っていた。この対策として、尾部が改修された。フィンをひねり、結果的に爆弾が回りながら落ちるようにされた。これにより、ジャイロ効果が得られ、ピッチングとヨーイングがなくなり、空力と命中精度が改善された。この改修がうまくいったので、開発中には、この爆弾の落下中に音速突破音がよく観測されたほどである。トールボーイは最適高度18,000フィート（5,500m）、前進速度170マイル毎時（270km/h）で投下されるよう設計された。着弾時には750マイル毎時（1,210km/h）を発揮し、深さ80フィート（24m）、差し渡し30mのクレーターを作った。また16フィート（5m）厚のコンクリートを貫通し得た。
トールボーイの重さと、爆撃機の飛行時に要求される高々度は、ランカスター爆撃機の特別改修を必要とした。防弾板と防御用武装は軽量化のために撤去され、爆弾倉ドアが改造された。ここまで改造しても、ランカスターは要求された高度40,000フィート（約12,192m）に達することができず、実際には25,000フィート（約7,620m）で運用された。トールボーイを運用するために第617爆撃機中隊「ダムバスターズ」が、特別に取り付けられた安定化自動爆撃照準装置SABS（Stabilizing Automatic Bombing Sight）の取り扱い訓練を受けた。この装置は温度、風速など多数の修正を加えることによって高い命中精度を得ることができる。しかし、これは目標を正確に識別できた時のみに有効で、当初のミッションがキャンセルされた時、または、目標を正確に識別できないか、マーキングができずに失敗した場合には有効ではなかった。
爆弾の製造には非常に高い精度が要求され、必要な資材も高価かつ大量であった。そのためトールボーイは消耗用とは考えられず、迎撃や天候不順などにより作戦が中止された場合でも、安全のために海中投棄するようなことはせず、基地に持ち帰られた。
トールボーイは、他の手段では破壊することができないと思われる目標に対して用いられた。第二次世界大戦の後期にはランカスター爆撃機の可能積載量が改善されたこともあり、さらに大きいグランドスラム爆弾が生産された。

## トールボーイの戦歴
- ソミュール鉄道トンネル

ロワールへの唯一の南北戦略輸送ルート。第617爆撃機中隊のランカスターが19発のトールボーイを搭載し、1944年6月8～9日の夜間に攻撃を行った。これは、トールボーイを最初に使用した作戦である。この作戦では一発のトールボーイは地表から18mほど貫通した後に爆発し、トンネルを崩落させて完璧に破壊した。この作戦中、喪失機はなかった。
- ルアーブルのUボート基地

1943年5月から始まった大規模な昼間攻撃作戦の一つとして、1944年6月14日、第617爆撃機中隊のランカスター22機が、コンクリート・ブンカー内のUボートを通常爆撃の第一波攻撃の直前に爆撃し、複数のUボートを破壊した。一発の爆弾はコンクリート・ブンカーの屋根を貫通している。
1944年8月5日には、同中隊のランカスター15機が再度攻撃を行い、コンクリートの屋根を貫通して爆発したトールボーイにより6隻を破壊している。1機のランカスターが対空砲により撃ち落とされている。この爆撃により、ドイツ軍はさらに厚いコンクリートで屋根を強化することを強いられ、他所の防備に費やす資源を減少させられた。
- Eperlecques 要塞、ワッテンの森の中、サントメール付近

1944年6月19日に第617爆撃機中隊が攻撃した。トールボーイの着弾で一番近いものは、目標から46mの地点だった。
7月27日に再度攻撃が行われ、一発が命中したが、爆発はしなかった。
- ラ・クーポールの V2ロケット地下発射基地、Wisernes

1944年6月24日に第617爆撃機中隊が爆撃。
- Siracourt 航空爆弾庫

1944年6月25日に第617爆撃機中隊がコンクリート製の爆弾庫をトールボーイ3発で破壊、喪失機なし。
- 航空用爆弾庫として使われていたRilly La Montage 鉄道トンネル - 1944年7月24日に第617爆撃機中隊によって爆撃され、トールボーイによってトンネルの両端が崩壊[9]。
- V3砲が設置中だったミモイェック

1944年7月6日に第617爆撃機中隊が爆撃、破壊した。V-3はドイツの超長距離砲（多薬室砲）であり、ロンドンへの直接砲撃を行う可能性があったが、運用開始直前にこれを阻止した。
- ブレストのUボート基地

1944年8月5日に同中隊により、6隻撃破。
- ドルトムント・エムス運河、Ladbergen の近く、ムンスターの北

1944年9月23～24日の夜間、第617爆撃機中隊がトールボーイ6発で攻撃。
- Kembs ダム、バーゼルの北

このダムはアメリカ軍が進軍するエリアを氾濫させることができるかもしれない水位まで貯水されていた。1944年10月7日に第617爆撃機中隊はトールボーイを使ってこのダムの水門を破壊し、貯水されていた水の大部分を放水させた。
- Sorpe 弾薬貯蔵所

第617爆撃機中隊の最初の攻撃で生き残り、1944年10月15日に再度攻撃が行われた。トールボーイは直撃したように見えたものの、爆発しなかった。
- ドイツの戦艦ティルピッツ

イギリスからソ連への海上物資輸送を脅かしていたティルピッツは、ノルウェー北部を母港としていた。ここはイギリスの基地からの爆撃作戦行動範囲外であった。第617爆撃機中隊と第9爆撃機中隊がトールボーイを搭載し、1944年9月15日、ソ連のアルハンゲリスク近くのヤゴドニスクから出撃した（パラヴェーン作戦）。広範囲な対空砲火と煙幕によって、撃沈することはできなかったが、損害を与えることはできた。ティルピッツはこの攻撃による損傷の修理のため、南方のトロムセ・フィヨルドに移動を余儀なくされたが、このフィヨルドはイギリス本土からの爆撃作戦行動範囲内だった。
10月に、Lossiemouth 基地から同二個爆撃機中隊が出撃したが、攻撃は成功しなかった（オブヴィエイト作戦）。
11月12日に再度出撃し、3発の直撃弾を与え、ティルピッツは転覆・沈没した（カテキズム作戦）。
- Eボート魚雷艇隊基地、エイマンデン

1944年12月15日、第617爆撃機中隊はトールボーイで魚雷艇艦隊を攻撃したが、煙が観察されただけであった。
- Uボートおよび水上艦隊基地、ベルゲン

1945年1月12日に第617爆撃機中隊および第9爆撃機中隊が攻撃を行った。3発が3.5mの壁を貫通してダメージを与えたが、ランカスター3機を喪失した。
- Uボート基地、エイマンデン

1945年2月3日に、第9爆撃機中隊が攻撃を行い、戦果を主張し、喪失機もなかった。
- Uボート基地、Poortershaven

1945年2月3日に第617爆撃機中隊が攻撃を行い、戦果を主張し、喪失機もなかった。
- Uボート基地、エイマンデン

1945年2月8日に第617爆撃機中隊が攻撃を行った。喪失機なし。
- アルテンベケン鉄道橋

1945年2月22日にアブロ ランカスター爆撃機により攻撃が行われた。1944年11月26日に合計118機のB-17およびB-24爆撃機隊で破壊されたあと再建されたばかりのアルテンベケン鉄道橋は、この攻撃により再び破壊された。
- ビーレフェルトのシルデッシャー鉄道橋

第617爆撃機中隊と第9爆撃機中隊がトールボーイと最初のグランドスラム爆弾を用い1945年3月14日に爆撃した。シルデッシャー鉄道橋は直撃こそ免れたものの、グランドスラム爆弾が橋の南30メートルで爆発し、これにより18メートルの深さのクレーターが生じた。このときのグランドスラムの爆発による地震のような衝撃波で、シルデッシャー鉄道橋は長さ100メートルにわたって崩壊した。
- アルンスベルク鉄道橋

1945年3月15日までの9日間で、グランドスラムと10発のトールボーイ爆弾で爆撃されたが持ちこたえた。
3月19日の爆撃では、第617爆撃機中隊の6発のグランドスラムと12発のトールボーイによって、アルンスベルク鉄道高架橋は12メートルにわたって破壊された。。
- フロートー鉄道橋

1945年3月19日、フロートーにある鉄道高架橋を第9爆撃機中隊が15発のトールボーイで爆撃したが、1つの橋桁が橋脚から外れたのみだった。
- ハンブルク、Uボートシェルター

第617爆撃機中隊が1945年4月9日にグランドスラムとトールボーイで攻撃を行った。何発かの爆弾が目標を破壊し、喪失機はなかった。
- ポケット戦艦リュッツオウ

1945年4月16日に第617爆撃機中隊が攻撃を行った。極度の高射砲による対空砲火にもかかわらず、15機が目標に対してトールボーイと1,000ポンド爆弾で攻撃を行った。1発のトールボーイは至近弾だったが、艦底付近に大きな穴を空け、リュッツォウは大破着底した。1機のランカスターが撃墜されたが、これが爆撃機中隊にとっての第二次世界大戦における最後の損失となった。2020年10月、同攻撃に使用され、目標を外れた一発がポーランドのシフィノウィシチェにあるピアストフスキ運河(Kanał Piastowski)の底で発見され、水中での解体が試みられたが失敗。遠隔操作によって爆破処理された。爆破の様子はポーランド国防省のTwitterアカウントで公開されている。
- 沿岸砲陣地、ヘルゴランド島

1945年4月19日、第617爆撃機中隊と第9爆撃機中隊がトールボーイで攻撃を行った。全ての陣地を破壊し、喪失機はなかった。
- ヒトラーの山荘

ベルクホーフ近くの施設を1945年4月25日に第617爆撃機中隊の6機を含めた混成部隊が、トールボーイの最後の爆撃を行った。爆撃は正確で効果があった。この近くの現在観光スポットになっている鷲の巣（英：Eagle's nest, 独：Hitlers Teehaus am Kehlsteinhaus）はヒトラーの山歩きの休憩所であった。

## 性能諸元
- 全長 6.35m (21ft)
- 直径 950mm (38in)
- 重さ 5,443kg (12,000lb)
- 弾頭 2,358kg（5,200lb)
- 炸薬 トーペックス
- 使用弾数 854発[3]